# A Esquiva
L'Esquive (bra/prt: A Esquiva) é um filme de comédia dramática francês de 2003 dirigido por Abdellatif Kechiche e estrelado por Sara Forestier. O filme ganhou quatro prêmios César, incluindo o de melhor filme. A Esquiva foi gravado durante seis semanas em Seine-Saint-Denis, em outubro e novembro de 2002.

## Sinopse
Um grupo de adolescentes do subúrbio de Paris ensaia um trecho da peça de teatro Le Jeu de l'amour et du hasard, de Marivaux, para sua aula de francês. Abdelkrim "Krimo" (Osman Elkharraz), que inicialmente não participa da peça, apaixona-se por Lydia (Sara Forestier). Para tentar seduzi-la, ele aceita o papel de Arlequim e junta-se ao ensaio. No entanto, sua personalidade tímida e desajeitada o impede de participar da peça e de ter sucesso com Lydia.

## Elenco
Além de Sara Forestier, muitos dos atores de A Esquiva eram inexperientes em cinema e foram recrutados especificamente para o filme.
- Osman Elkharraz como Krimo
- Sara Forestier como Lydia
- Sabrina Ouazani como Frida
- Nanou Benhamou como Nanou
- Hafet Ben-Ahmed como Fathi
- Aurélie Ganito como Magalie
- Carole Franck como a professora de francês
- Hajar Hamlili como Zina
- Rachid Hami como Rachid / Arlequim
- Meryem Serbah como a mãe de Krimo
- Hanane Mazouz como Hanane
- Sylvain Phan como Slam

## Recepção
A Esquiva possui uma aprovação de 79% no Rotten Tomatoes e uma nota de 71/100 no Metacritic.

## Prêmios
- 2005: venceu quatro prêmios César
  - Melhor filme
  - Melhor argumento original ou adaptado (Abdellatif Kechiche e Ghalia Lacroix)
  - Melhor diretor (Abdellatif Kechiche)
  - Melhor atriz revelação (Sara Forestier)